# Shlomo Ettlinger
Friedrich Emil Ettlinger, genannt Fritz und später Shlomo (* 18. Februar 1889 in Frankfurt am Main; † 13. Februar 1964 ebenda), war ein deutscher Rechtsanwalt und Notar. Im Exil in Palästina erstellte er eine Personengeschichte der Frankfurter Juden von 1241 bis 1830, die als Manuskript erhalten ist.

## Leben
Shlomo Ettlingers Eltern waren der jüdische Frankfurter Kaufmann Emil Ettlinger und dessen Frau Mathilde, geb. Oppenheim. Zu seinen Geschwistern gehören Max Ettlinger und Karl Ettlinger.
Ettlinger wirkte in Frankfurt als Rechtsanwalt sowie Notar und behielt als ehemaliger Frontkämpfer seine Zulassung bis 1935. 1937 emigrierte er nach Palästina, wo er an seiner Personengeschichte der Frankfurter Juden arbeitete. 1957 kehrte er nach Frankfurt zurück, wo er 1964 starb.

## Werk
Shlomo Ettlinger ist heute in erster Linie für seine Personengeschichte der Frankfurter Juden von 1241 bis 1830 (Ele Toldot) bekannt, die als Manuskript in mehreren Lieferungen von 1953 bis 1972 an die Central Archives for the History of the Jewish People Jerusalem (CAHJP) übergeben wurde. Aufgrund erheblicher Kriegsverluste bei den Originaldokumenten ist Ettlingers Werk neben dem Stammbaum der Frankfurter Juden (1907) von Alexander Dietz eine wichtige Quelle für die Forschung.